# Pataeta hoenei
Pataeta hoenei är en fjärilsart som beskrevs av Emilio Berio 1964. Pataeta hoenei ingår i släktet Pataeta och familjen nattflyn. Inga underarter finns listade i Catalogue of Life.